# Cophura acapulcae
Cophura acapulcae là một loài ruồi trong họ Asilidae. Cophura acapulcae được Pritchard miêu tả năm 1943. Loài này phân bố ở vùng Tân nhiệt đới.